# フリップメイズ
『フリップメイズ』(Flip Maze)は1999年にリリースされたアーケードゲームで、カードを消すパズルゲームである。開発はMOSS、販売はタイトー。

## ゲームのルール

### 基本的なルール
- 8方向レバー、2ボタンでプレイヤーを操作する。
- 縦7マス×横6マスの5色のカードの上をプレイヤーは動き回ることができる。
- ボタン1でカードを拾う、カードを持っている場合はカードを交換する。ボタン2で持っているカードを捨てる。
- カードは最初、表向きとなっており、カードの交換により裏向きとなる。裏向きとなったカードで同色３つ以上を繋げることによりカードを消すことができる。
- 一度交換したカードは表向きになることはない。
- カード消去後はその下にある表向きのカードが配置される。
- 時間経過や相手からのカード消去により、自らの陣地へブロックが送られる。ブロックは上から下へと流れ、流れるブロックにより最下段へ押し寄せられると負けとなる。
- ブロックは1ブロックであれば押すことができる。

### テクニック
- カードを消した際、縦横に隣接する表向きのカードは自動的にめくられ裏向きとなる。これを利用して連鎖を繋げることができる。なお、裏向きのカードは隣接していてもひっくり返らない。
- ブロックは表向きのカードの上にある時に消すことで消去することができる。
- ランダムでブロックの上に☆アイテムが載っていることがある。ブロックを消すことで☆アイテムがカード上へ落ちる。自キャラがアイテムを取ることで周りのカードをまとめてひっくり返すことができる（キャラによりその範囲は異なる）

## モード
3種類のゲームモードがある。
なお、各種設定は工場出荷設定を基準としている。

### とことんフリップ
- 1人でカード消去をとことん続けるモード、カードを1000枚消去するとALLクリアとなる。
- カード連鎖数により「F」「l」「i」「p」「M」「a」「z」「e」8種類のアイテムが出現する。全てを取得することでボーナス点が入る。

### 1人でフリップ
- CPUを相手に戦う、初心者モードであれば3戦・対戦モードであれば8戦となる。
- 各CPU相手に1勝すれば勝利となる（工場出荷設定）
- 対戦モードの8戦目はカードの色数が5色から黒を含めた6色となる。

### 2人でフリップ
- 対人戦を行う、対戦終了後は1人モードにはならずに終了となる。

## キャラクター
フリップメイズに登場しているキャラクターは7人いる。
プラム
このゲームの主人公であるが、11歳。中級者向け。
ウィリー
動物の可愛いキャラクター。中級者向け。
マーシャ
魔法の研究をしているが、それを確かめるために参加している。難しい上級者向け。
カルド
国王になっているが、出場を決意。中級者向け。
エルキング
ケロ国第17代王。難しい上級者向け。
ムース＆ズィーク
体が小さい事をバカにされ続けてきた。簡単な初心者向け。
ゲーテ
ボス。その力を封印されていた魔王。難しい上級者向け。